# Infinite synthesis
《infinite synthesis》是fripSide（第二期）的第一張專輯。於2010年12月1日由Geneon Entertainment發售。

## 概要
- 新專輯由新主音南條愛乃加入fripSide後發行的首張專輯。
- 标题是英语无限的整合的意味。
- 初回限定盤（GNCA-1271）及通常盤（GNCA-1272）2種版本。初回限定盤附收錄有《everlasting》PV的DVD，這次PV由南明奈出演。
- 先期发行的三张单曲中的4曲被收錄于专辑中。為何稱作首張專輯的理由，八木沼悟志（sat）表示「這是我第一次和主流唱片公司正式簽訂合約發行的專輯，所以也打著『首張』專輯的名號」。[1]。
- 在谈到单曲及旧曲集中于专辑前半部分的曲目顺序的时候，sat并表示，動畫主題曲與專輯原創曲不管製作方式或是表現手法的概念都完全不同。雖然有些人會覺得把單曲打散在專輯裡比較好，但我不喜歡那樣做，所以故意在專輯前半（第1～6首）放主題曲、後半（第7～13首）首放原創曲，以上下兩部方式呈現。[2]。
- 隨著專輯發售，於12月5日在品川Stellar Ball舉行個人演唱會「Geneon fripSide Festival 2010」。

## 收錄歌曲
CD
1. only my railgun（4:11）
作詞：八木沼悟志、yuki-ka，作曲、編曲：八木沼悟志
電視動畫《科學超電磁砲》片頭曲
2. LEVEL5-judgelight-（4:20）
作詞：fripSide，作曲、編曲：八木沼悟志
電視動畫《科學超電磁砲》片頭曲2
3. everlasting（5:07）
作詞：八木沼悟志、yuki-ka，作曲、編曲：八木沼悟志
《我的女神》第42、43卷限定版的OAD主題歌
4. late in autumn（6:05）
作詞：南條愛乃、yuki-ka，作曲、編曲：八木沼悟志
5. future gazer（4:04）
作詞：八木沼悟志/yuki-ka，作曲、編曲：八木沼悟志
OVA《科學超電磁砲》片頭曲
6. 悲しい星座（5:56）
作詞：IKU，作曲、編曲：八木沼悟志
提供IKU第一張專輯「ユアウエア」的樂曲，本專輯將原曲再重新編曲。
7. crossing over（4:11）
作詞、作曲、編曲：八木沼悟志、川﨑海
8. closest love（4:33）
作詞：八木沼悟志、yuki-ka，作曲、編曲：八木沼悟志
PC遊戲『Areas 戀する乙女の3H』OP&ED主題歌
收錄在遊戲CD特典的主題曲，這次收錄將間奏部分和「grand blue」重覆旋律部分刪除了。
9. meditations（6:14）
作詞：南條愛乃，作曲、編曲：八木沼悟志
10. trusty snow（5:10）
作詞、作曲：八木沼悟志，編曲：齋藤真也
11. lost answer（5:01）
作詞：八木沼悟志、川﨑海，作曲：川﨑海，編曲：八木沼悟志、川﨑海
12. eternal pain（6:13）
作詞：木村琴繪，作曲、編曲：八木沼悟志
13. stay with you（1:41）
作詞：南條愛乃，作曲、編曲：八木沼悟志

DVD（附初回限定盤）
1. everlasting PV
2. MAKING
3. SPOT In Stores Now ver.
4. SPOT Special ver.
5. photobooklet（12P）

## 特典CD『Re:product mixes ver.I.S』
1. only my railgun [sat vs shiny RMX]
作詞:八木沼悟志・yuki-ka/作曲・編曲：八木沼悟志/Remix：齋藤真也
2. LEVEL5 -judgelight- [sat vs shiny RMX]
作詞:fripSide/作曲・編曲：八木沼悟志/Remix：齋藤真也